# Crush (Pendulum)
Crush è un singolo del gruppo musicale australiano Pendulum, pubblicato il 14 gennaio 2011 come quarto estratto dal terzo album in studio Immersion.

## Tracce
Testi e musiche di Rob Swire.
CD promozionale (Regno Unito)
1. Crush – 3:23

Download digitale
1. Crush (Radio Edit) – 3:22

## Formazione
- Rob Swire – voce, sintetizzatore, programmazione, produzione
- Peredur ap Gwynedd – chitarra
- Gareth McGrillen – sintetizzatore, programmazione, produzione
- Kevin "KJ" Sawka – batteria

## Classifiche
| Classifica (2010)      | Posizione massima |
| ---------------------- | ----------------- |
| Regno Unito            | 92                |
| Regno Unito (download) | 91                |
| Scozia                 | 81                |